# Cantó de Roubaix-Centre
El cantó de Roubaix-Centre és una divisió administrativa francesa, situada al departament del Nord i la regió dels Alts de França.

## Composició
El cantó de Roubaix-Centre aplega part de la comuna de Roubaix.

## Història
| Date d'elecció                        | Identitat     | Partit |
| ------------------------------------- | ------------- | ------ |
| 1985-1998                             | Michel Ghysel | RPR    |
| 1998-                                 | Renaud Tardy  | PS     |
| Les dades anteriors no són conegudes. |               |        |
|                                       |               |        |

## Demografia
| 1962 | 1968 | 1975 | 1982 | 1990 | 1999   | 2006   |
| ---- | ---- | ---- | ---- | ---- | ------ | ------ |
| -    |      |      |      |      | 35.569 | 37.407 |